# Hemmo Muntingh
Hemmo Jan  Muntingh (ur. 30 grudnia 1938 w Amsterdamie) – holenderski polityk, ekonomista i ekolog, działacz Partii Pracy, poseł do Parlamentu Europejskiego I, II i III kadencji.

## Życiorys
Kształcił się na studiach ekonomicznych na Wolnym Uniwersytecie w Amsterdamie. Pracował jako ekonomista w przedsiębiorstwie Wavin. W latach 1972–1979 pełnił funkcję sekretarza Waddenvereniging, stowarzyszenia działającego na rzecz ochrony Morza Wattowego.
Wieloletni działacz na rzecz ochrony środowiska i bioróżnorodności. Był członkiem zarządu European Centre for Nature Conservation (ECNC), niezależnej organizacji promującej ochronę europejskiej przyrody, bioróżnorodności i krajobrazu. Pełnił funkcję prezesa organizacji ekologicznej GLOBE (1989–1994), której był współzałożycielem. Zajmował także stanowisko przewodniczącego rady dyrektorów w International Fund for Animal Welfare, jednej z największych światowych organizacji pozarządowych działających na rzecz zwierząt. 
W latach 1979–1994 z ramienia Partii Pracy przez trzy kadencje sprawował mandat posła do Parlamentu Europejskiego. W tym czasie zasiadał w Komisji ds. Środowiska Naturalnego, Zdrowia Publicznego i Ochrony Konsumentów. Od 1989 do 1994 był jednym z przedstawicieli Europarlamentu do Wspólnego Zgromadzenia Porozumienia między państwami Afryki, Karaibów i Pacyfiku oraz EWG. W latach 1990–1991 pełnił funkcję wiceprzewodniczącego tego zgromadzenia. W PE swoje działania kierował głównie na obszary związane z ochroną środowiska i przyrody, polityką regionalną i współpracą na rzecz rozwoju. Uczestniczył w procesie tworzenia programu Natura 2000, pełnił funkcję sprawozdawcy w procesie uchwalania dyrektyw ptasiej i siedliskowej.
Po odejściu z PE kontynuował działalność w organizacjach ekologicznych, a także działalność polityczną jako członek komisji Partii Pracy do spraw środowiska i energii.
Organizacja World Wide Fund for Nature w 2015 zaliczyła go do grona tzw. liderów na rzecz żyjącej planety („WWF Leaders for a Living Planet”) w uznaniu za jego wkład w tworzenie unijnych dyrektyw na rzecz środowiska naturalnego.